# 2580 Смілевська
2580 Смілевська (2580 Smilevskia) — астероїд головного поясу, відкритий 18 серпня 1977 року.
Тіссеранів параметр щодо Юпітера — 3,654.